# اروتیانوس
اروتیانوس (به یونانی: Ἐρωτιανός) زبان‌شناس و لغت‌نویس یونانی قرن اول میلادی بود که در زمان نرون برآمد. او یکی از مهم‌ترین واژه‌نامه‌های عهد قدیم را تألیف کرد. این واژه‌نامه مخصوصاً از این لحاظ برای ما مهم است، که به واژه‌های بقراطی اختصاص دارد. دقیقاً معلوم نیست که اروتیانوس خودش نیز پزشک بود یا صرفاً یک لغت نویس.